# Arkanzaur
Arkanzaur (Arkansaurus fridayi) – dinozaur z grupy ornitomimozaurów (Ornithomimosauria); jego nazwa znaczy "jaszczur z Arkansas".
Żył we wczesnej kredzie (apt–alb) na terenach Ameryki Północnej. Opisany na podstawie kości prawej stopy. Jego szczątki znaleziono w USA (w stanie Arkansas).